# هيلاري غرين
هيلاري غرين (بالإنجليزية: Hilary Green)‏ هي راقصة على الجليد بريطانية، ولدت في 29 ديسمبر 1951.

## وصلات خارجية
- هيلاري غرين على موقع أوليمبيديا (الإنجليزية)